# リシャール・ガスケ
リシャール・ガスケ（Richard Gasquet, 1986年6月18日 - ）は、フランス・ベジエ出身の元男子プロテニス選手。身長183cm、体重79kg。右利き、バックハンド・ストロークは片手打ち。ATPランキング自己最高位はシングルス7位、ダブルス45位。これまでにATPツアーでシングルス16勝、ダブルス2勝を挙げている。
2004年全仏オープン混合ダブルス優勝者。2012年ロンドンオリンピック男子ダブルスで、ジュリアン・ベネトーとペアを組んで銅メダルを獲得。ホップマンカップ2017優勝。
シングルスではグランドスラムベスト4が3回、ATPツアー・マスターズ1000決勝に3度進出。ATPファイナルズに2度出場。2018年現在、フランス出身の選手としてはヤニック・ノアに次ぐ歴代2位の勝利数となっている。

## 選手経歴

### ジュニア時代
4歳からテニスを始める。父親はテニスクラブの経営者で、母親もテニスコーチという恵まれた家庭に育ち、早くも9歳の時に「フランス・テニス・マガジン」1996年2月号の表紙に掲載されたことがあった。

### 2002年 プロ転向
2002年全仏オープンと全米オープンのジュニア男子シングルス部門で優勝したことがあり、全米ジュニア決勝ではマルコス・バグダティスを破っている。
| ジュニアグランドスラム |    |    |
| 全豪オープン           | A  | SF |
| 全仏オープン           | 3R | W  |
| ウィンブルドン         | A  | A  |
| 全米オープン           | A  | W  |

同年にプロ入り。モンテカルロマスターズではマスターズ1000で勝利を飾った最年少選手となる。年間最終ランキングは166位。

### 2004年 全仏混合ダブルス初優勝
2004年全仏オープン混合ダブルス部門で、ガスケは同胞のタチアナ・ゴロビンとペアを組み、ウェイン・ブラック/カーラ・ブラック組を6-3, 6-4で破って初優勝。当時ガスケは18歳、ゴロビンは16歳で、2人の混合ダブルス優勝は地元ファンを大いに喜ばせた。年間最終ランキングは109位。

### 2005年 ツアー初優勝
2005年6月、ノッティンガム・オープンの決勝でマックス・ミルヌイを6-2, 6-3で破り、男子ツアー大会のシングルス初優勝を果たす。この後、ガスケはウィンブルドンと全米オープンで4回戦に進出し、全米オープン終了後に世界ランキング12位をマークした。年間最終ランキングは16位。

### 2006年 ツアー4勝目
2006年のシーズン前半はやや不調であったが、6月のノッティンガム大会で2連覇を果たし、7月第2週のスイス・オープン・グシュタードと10月第3週の南フランス・オープンでも優勝して、シングルスで年間3勝を記録した。10月初頭のモゼール・オープンでは、同じフランスのファブリス・サントロと組んでダブルス初優勝も果たしている。4大大会では全米オープンで2年連続の4回戦に進出した。年間最終ランキングは18位。

### 2007年 ウィンブルドンベスト4 ATPファイナルズ初出場 世界7位

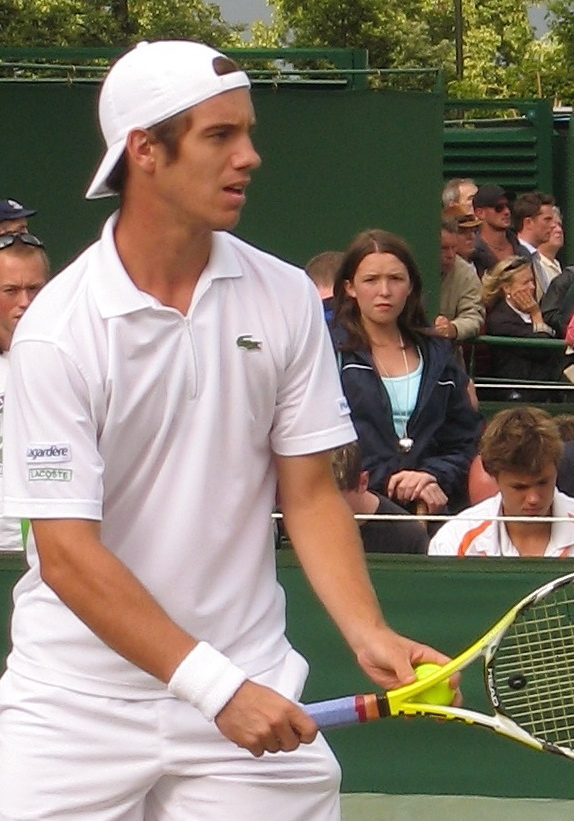
2007年ウィンブルドン選手権でのリシャール・ガスケ

ガスケは2007年ウィンブルドンで初めての準決勝に進出した。準々決勝では第3シードのアンディ・ロディックを4-6, 4-6, 7-6, 7-6, 8-6の逆転で破ったが、準決勝でロジャー・フェデラーに5-7, 3-6, 4-6で敗れた。ガスケとフェデラーは、前年のウィンブルドン1回戦で顔を合わせたこともあった。ウィンブルドン終了後、ガスケは世界ランキングを7位に上げ、初めての世界トップ10入りを果たした。ATPワールドツアー・ファイナルズに初出場。年間最終ランキングは8位。

### 2008年 ツアー通算150勝
2008年全豪オープンでは、ガスケは4回戦で同じフランスのジョー＝ウィルフリード・ツォンガに2-6, 7-6, 6-7, 3-6で敗退した。ウィンブルドン4回戦では、地元イギリスのアンディ・マリーに7-5, 6-3, 6-7, 2-6, 4-6の逆転負けを喫している。年間最終ランキングは25位。

### 2009年 出場停止処分
ガスケは、2009年のソニー・エリクソン・オープンのドーピング検査で、コカインの使用疑惑が浮上した。暫定的に出場停止処分となったが、ガスケは潔白を主張し、スポーツ仲裁裁判所はコカインは極めて微量で、2次摂取の疑いが強いとして、2年間の出場停止処分を求めたITFとWADAの提訴を棄却した。年間最終ランキングは52位。

### 2010年 ツアー6勝目 トップ10復帰
2010年5月の地元ニース・オープンの決勝でフェルナンド・ベルダスコを6–3, 5–7, 7–6(5)で破り2年8カ月ぶりのツアー6勝目を挙げた。年間最終ランキングは30位。

### 2012年 ロンドン五輪銅メダル

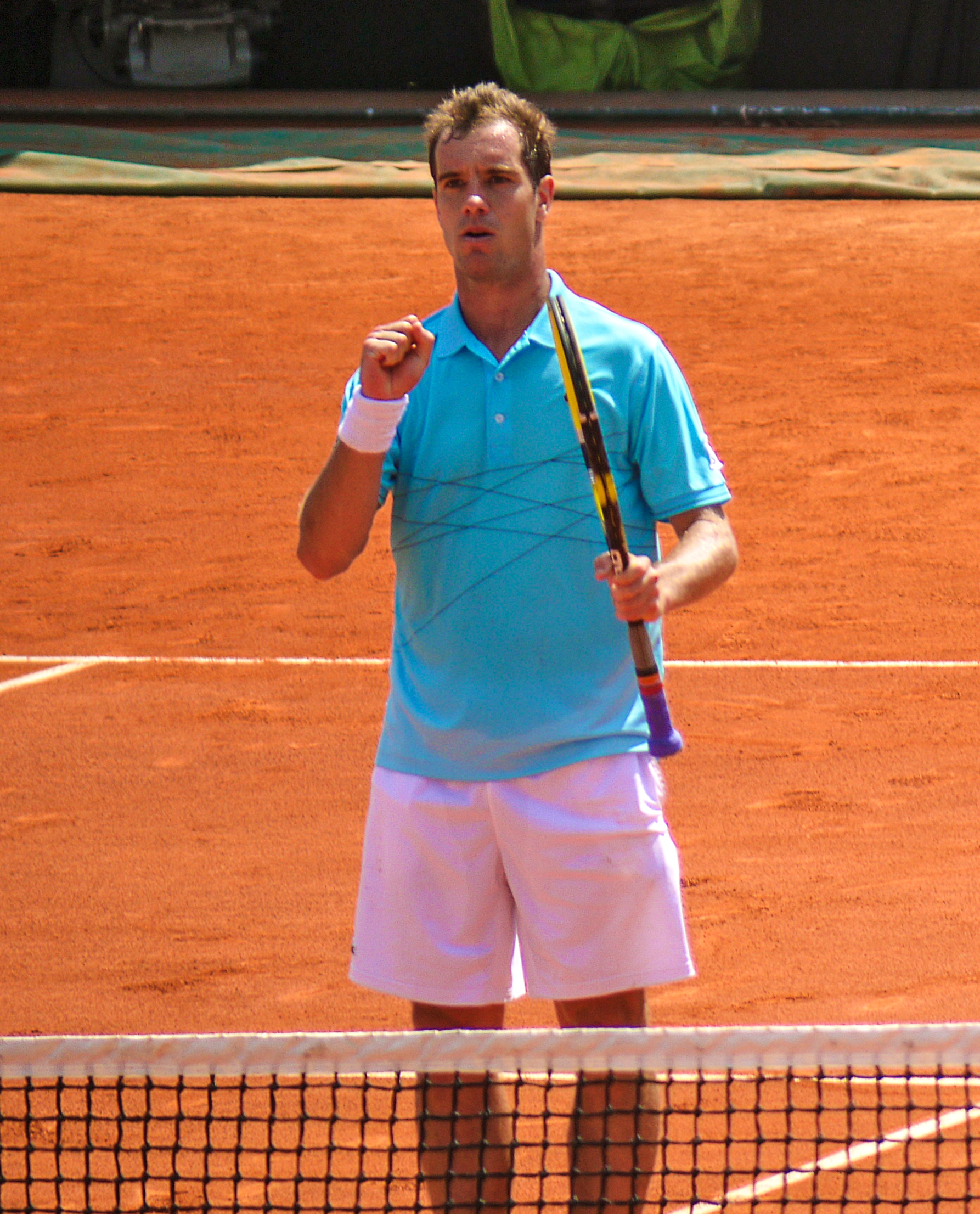
2012年全仏オープンでのリシャール・ガスケ

2012年7月のロンドン五輪でオリンピックに初出場した。シングルスでは2回戦でマルコス・バグダティスに4-6, 4-6で敗れた。ジュリアン・ベネトーと組んだダブルスでは準決勝でアメリカのブライアン兄弟組に4-6, 4-6で敗れたが、3位決定戦でスペインのフェレール/F・ロペス組に7-6, 6-2で勝利し銅メダルを獲得した。シーズンでは全てのグランドスラムで4回戦に進出したように安定した結果を残し、年間最終ランキングは10位で、5年ぶりにトップ10でシーズンを終えた。

### 2013年 全米ベスト4
2013年1月のカタール・エクソンモービル・オープン決勝でニコライ・ダビデンコを3-6, 7-6, 6-3で下し、ツアー8勝目を挙げた。全米オープンでは4大大会2度目のベスト4に進出したが、準決勝で優勝したラファエル・ナダルに4-6, 6-7(1), 2-6で敗れた。南フランス・オープンとクレムリン・カップでも優勝した。アンディ・マリーが欠場したことにより、ATPワールドツアー・ファイナルズに6年ぶりに出場した。年間最終ランキングは9位。

### 2014年 デビス杯準優勝
2014年、全豪オープンは3回戦でトミー・ロブレドに敗れた。ウィンブルドンのニック・キリオスとの2回戦ではグランドスラム記録となる9本のマッチポイントを握りながら6-3, 7-6(4), 4-6, 5-7, 8-10で敗れた。全仏オープンと全米オープンでは3回戦で敗退した。このシーズンは、怪我による離脱もあり、全体的に結果を残せなかった。年間最終ランキングは26位。

### 2015年 ウィンブルドンベスト4 ツアー通算400勝
南フランス・オープンとエストリル・オープンで優勝した。6月15日、エイゴン選手権シングルスにてツアー通算400勝を達成。フランス人男子での400勝はヤニック・ノア、ファブリス・サントロに次いで3人目。
ウィンブルドン選手権では4回戦まで1セットを落としたのみで勝ち上がり、準々決勝では全仏オープンの優勝者であるスタン・ワウリンカに6-4, 4-6, 3-6, 6-4, 11-9のフルセットの末に勝利し、8年ぶりに準決勝に進出したが、準決勝ではノバク・ジョコビッチに6-7(2), 4-6, 4-6のストレートで敗れた。
全米オープンでは4回戦でトマーシュ・ベルディハを破り、準々決勝に進出。1シーズン2度のグランドスラムベスト8以上進出は自身初。準々決勝でロジャー・フェデラーに敗れたが、1年を通じて好調を持続し、年間最終ランキングは9位。

### 2016年 全仏ベスト8
全豪オープンは腰の怪我のため、6年ぶりにグランドスラムを欠場した。復帰戦の南フランス・オープンでは2連覇、4回目の優勝を果たす。これはピート・サンプラスを超えて大会史上最多ともなった。

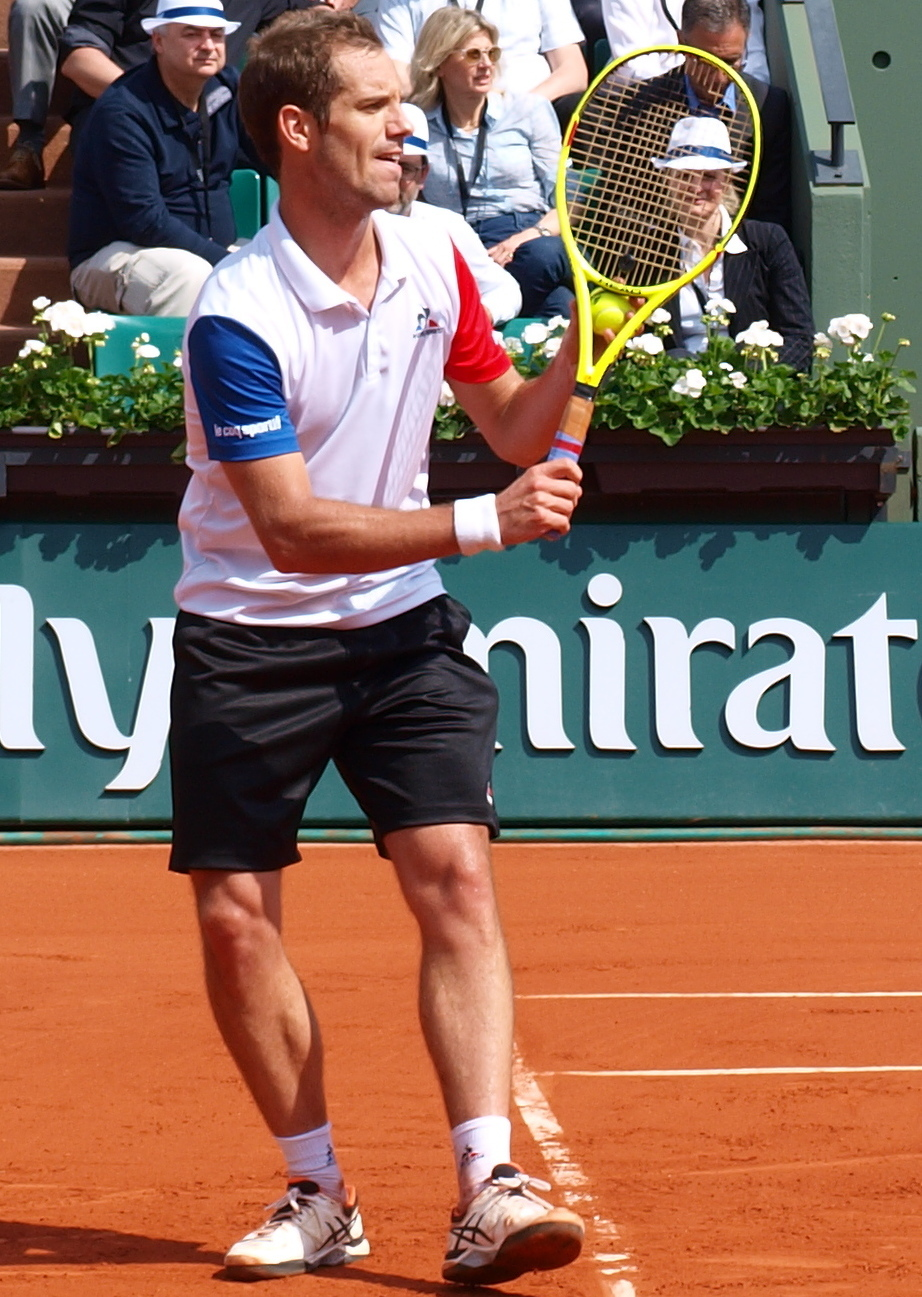
2016年全仏オープンでのリシャール・ガスケ

全仏オープンでは4回戦で錦織圭を破って、地元の全仏で初のベスト8に進出。準々決勝でアンディ・マリーに7-5, 6-7(3), 0-6, 2-6で敗れた。ウィンブルドンの4回戦を腰の故障で途中棄権すると、リオ五輪も棄権した。復帰後の全米オープンは初戦敗退だったが、その後深圳オープンは準優勝、ヨーロピアンオープンでは優勝を果たした。年間最終ランキングは18位。

### 2017年 ポップマン杯・デビス杯初優勝
ホップマンカップでクリスティナ・ムラデノビッチと組んで優勝した。全豪オープンでは大会史上最も遅い時間に開始された3回戦でグリゴール・ディミトロフに敗れた。5年連続決勝進出を果たした南フランス・オープンで準優勝した後は、腰の故障と虫垂炎のため、シーズン序盤のマスターズ5大会を含む7大会を欠場した。
復帰後も調子は上がらず、ウィンブルドンと全米オープンでは初戦敗退。ロジャーズカップとシンシナティオープンは2回戦敗退だった。9月にはチャレンジャーツアーのペカオ・シュチェチン・オープンに出場し、優勝した。10月のジャパンオープン、上海マスターズ、エルステ・バンク・オープンは3回戦まで進んだ。
11月に行われたフランス対ベルギーのデビスカップ決勝戦にてダブルスでピエール＝ユーグ・エルベールとのペアで出場、勝利し優勝に導いた。年間最終ランキングは31位。

### 2018年 ツアー15勝目 ツアー通算500勝
全豪オープンでは3回戦で第2シードのロジャー・フェデラーに2-6, 5-7, 4-6のストレートで敗れ、同カード9連敗となった。南フランス・オープンは2年連続準優勝を飾った。ハサン2世グランプリではベスト4進出。さらにモンテカルロ・マスターズの3回戦でミーシャ・ズベレフに勝利したことでキャリア通算500勝を達成した。
全仏オープンでは3回戦で第1シードのラファエル・ナダルに3-6, 2-6, 2-6のストレートで敗れ、同カード16連敗（通算0-16）を喫した。リベマ・オープンでは決勝でジェレミー・シャルディーを下し、ツアー15勝目を挙げた。
ウィンブルドンではガエル・モンフィスに6-7(6), 5-7, 4-6のストレートで初戦敗退。スウェーデンオープンでは決勝進出したものの、決勝でファビオ・フォニーニに敗れ、準優勝。全米オープンは3回戦では第6シードのノバク・ジョコビッチに2-6, 3-6, 3-6のストレートで敗れた。デビスカップ2018ではフランス代表として決勝出場予定だったが、左鼠径部の負傷により欠場。年間最終ランキングは26位。

### 2019年 マスターズベスト4
全豪オープンは昨年に引き続き鼠径部の負傷により欠場した。1月17日にヘルニア手術を受けたことを自身のSNSアカウントで公表した。5月のムチュア・マドリード・オープンで復帰し、1回戦のアレハンドロ・ダビドビッチ・フォキナで復帰初の勝利をする。全仏オープンでは1回戦でミーシャ・ズベレフを3-6, 4-6, 3-3のストレートで破り、2回戦ではフアン・イグナシオ・ロンデロに2-6, 6-3, 3-6, 4-6で敗退。

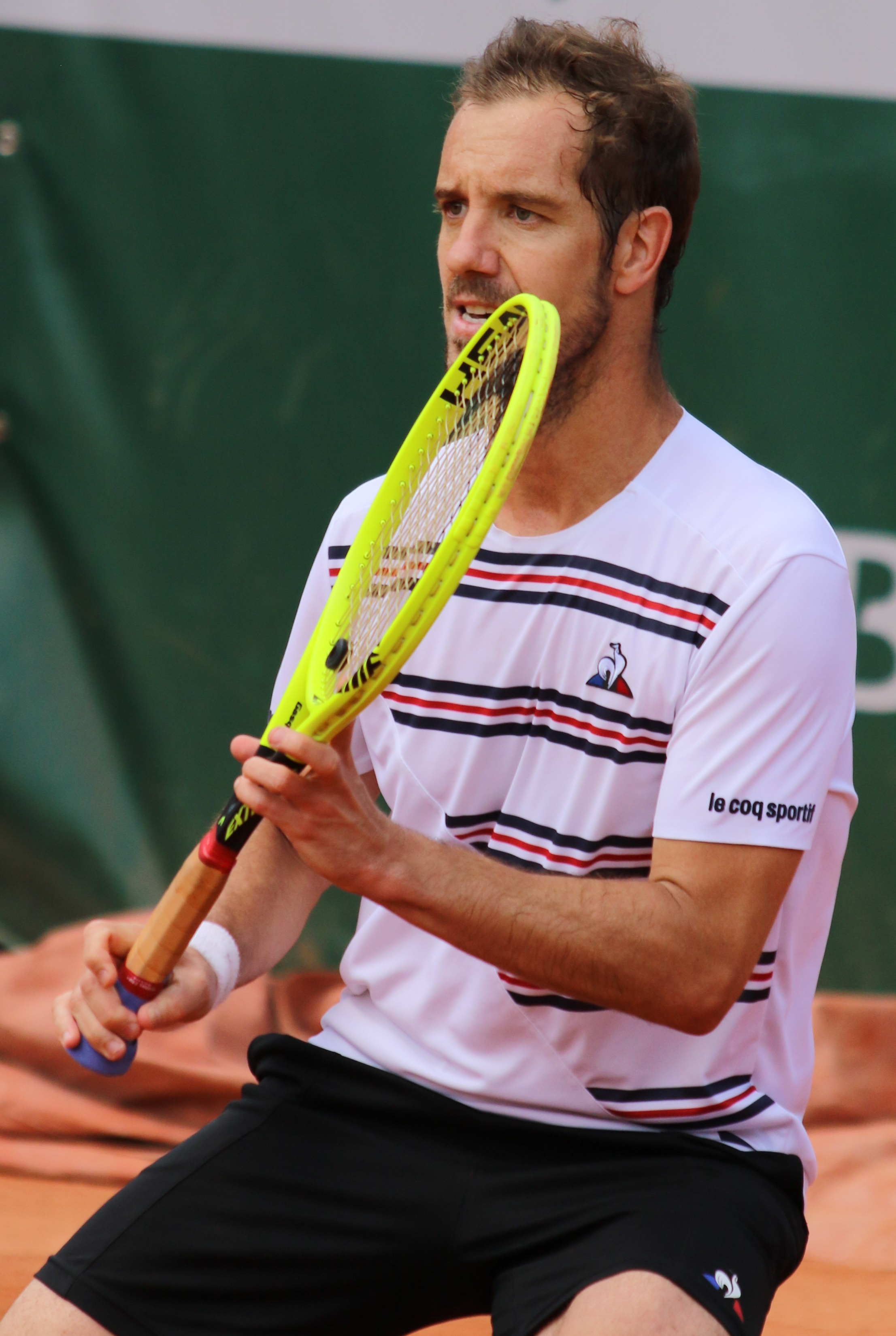
2019年全仏オープンでのリシャール・ガスケ

ロスマーレン・グラスコート選手権ではベスト4入り。準決勝ではジョーダン・トンプソンに敗れた。ウィンブルドン選手権では第28シードのリュカ・プイユに1-6, 4-6, 6-7(4)のストレートで初戦敗退。ウエスタン・アンド・サザン・オープンでは1回戦でアンディ・マリー、2回戦でフェデリコ・デルボニス、3回戦ではディエゴ・シュワルツマン、4回戦でロベルト・バウティスタ・アグートらを下してマスターズ1000ベスト4入り。準決勝でダビド・ゴファンに3-6, 4-6のストレートで敗れたが、同大会でベスト4という自己最高成績を更新した。全米オープンでは第24シードのマッテオ・ベレッティーニに4-6, 3-6, 6-2, 2-6で初戦敗退。年間最終ランキングは61位。

### 2020年 不調
全豪オープンは膝の負傷のため欠場を発表。ウエスタン・アンド・サザン・オープンでは2回戦でロベルト・バウティスタ・アグートに敗れた。全米オープンでは1回戦でイボ・カルロビッチをストレートで破るが、2回戦では第21シードのアレックス・デミノーに敗れた。全仏オープンではロベルト・バウティスタ・アグートに初戦敗退。パリ・マスターズでは1回戦でテイラー・フリッツを破るも、2回戦でディエゴ・シュワルツマンに敗れたが、続くソフィア・オープンではベスト4入り。準決勝でバセク・ポシュピシルに敗れた。年間最終ランキングは47位。

### 2021年 ツアー通算550勝
ドバイ・テニス選手権では1回戦でマルコ・チェッキナートを破ったことでツアー通算550勝を飾った。全仏オープンでは1回戦でユーゴ・ガストンに6-1, 6-4, 6-2のストレートで勝利するも、2回戦でクレーキングラファエル・ナダルに6-0, 7-5, 6-2のストレートで敗れた。ウィンブルドン選手権では1回戦で杉田祐一を7-6(4), 4-6, 6-2, 6-1で勝利するも、2回戦でのロジャー・フェデラー戦では6-7(1), 1-6, 4-6のストレートで片手バックハンド戦に敗れた。クロアチア・オープンでは3年ぶりにツアー決勝進出するも、決勝でカルロス・アルカラスに2-6, 2-6のストレートで敗れた。全米オープンでは第2シードのダニール・メドベージェフに4-6, 3-6, 1-6のストレートで初戦敗退。年間最終ランキングは86位。

### 2022年 グランドスラム3回戦進出
全豪オープンでは1回戦で同胞のウゴ・アンベールに3-6, 7-6(4), 7-6(3), 6-3で勝利するも、2回戦のボーティック・ファン・デ・ザンスフルプ戦では4-6, 0-6, 0-4の時点で途中棄権。

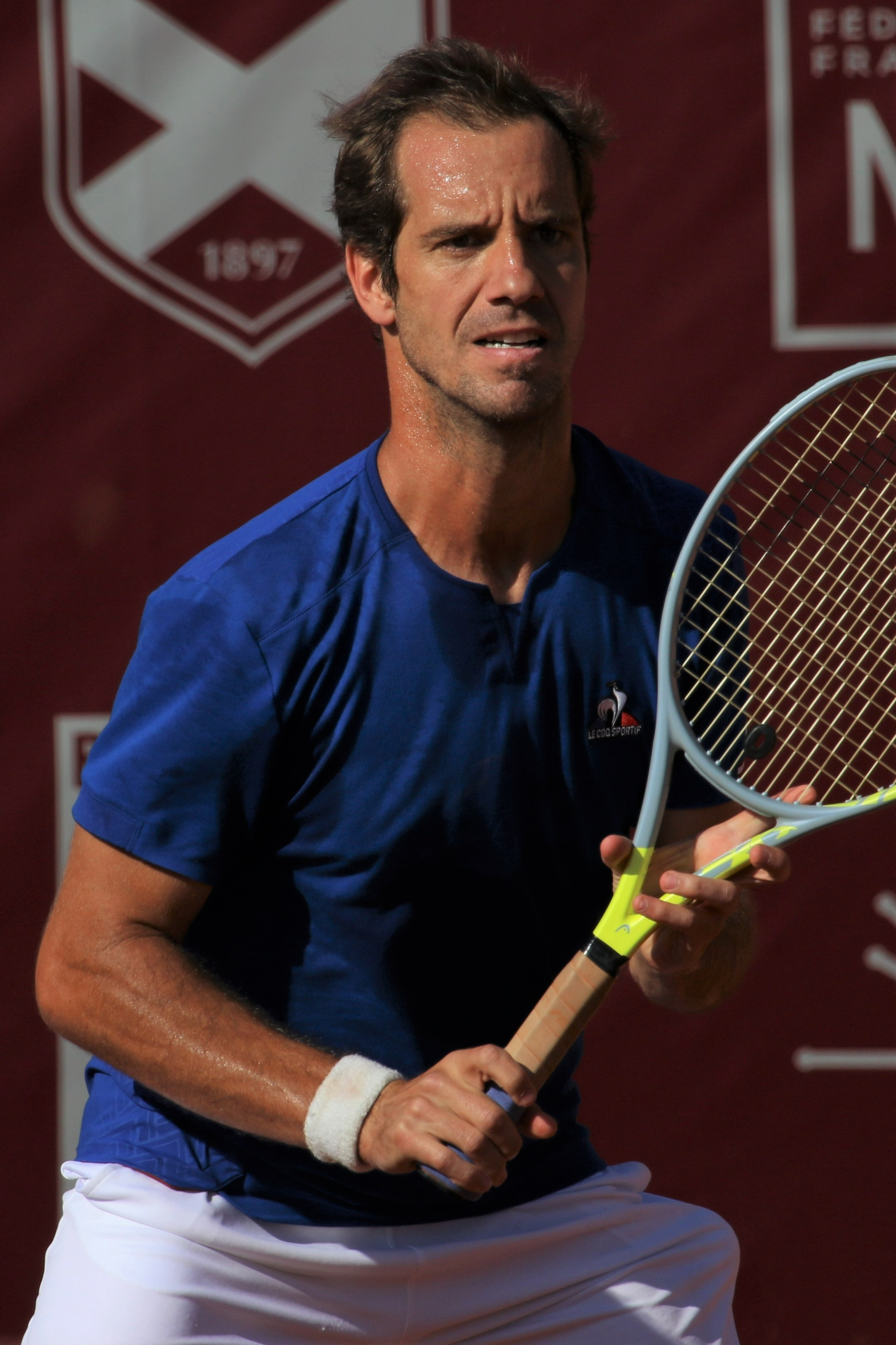
2022年BNPパリバ・プリムローズ・ボルドーでのリシャール・ガスケ

ジュネーブ・オープン2回戦では世界ランキング2位のダニール・メドベージェフを6-2, 7-6(5)のストレートで勝利し、そのままベスト4入りを決めるも、準決勝ではジョアン・ソウザに2-6, 2-6のストレートで敗退。全仏オープンでは1回戦でロイド・ハリスを6-1, 6-3, 6-4のストレートで破るも、2回戦では第27シードのセバスチャン・コルダに6-7(5), 3-6, 3-6のストレートで敗れた。
ウィンブルドン選手権では1回戦でジョアン・ソウザを7-6(7), 6-2, 4-6, 4-6, 6-3のフルセットで、2回戦でマッケンジー・マクドナルドを6-3, 3-6, 6-4, 6-3で退けるも、3回戦で第21シードのボーティック・ファン・デ・ザンスフルプに5-7, 6-2, 6-7(7), 1-6で敗れた。
全米オープンでは1回戦でダニエル太郎を6-4, 6-7(1), 6-2, 6-2で、2回戦で第32シードのミオミル・キツマノビッチに2-6, 4-6, 6-4, 4-6で下して、今季2度目のグランドスラム3回戦進出。3回戦では第2シードのラファエル・ナダルに0-6, 1-6, 5-7のストレートで敗れた。年間最終ランキングは68位。

### 2023年 ツアー16勝目 ツアー通算600勝
1月、ASBクラシックでは決勝でキャメロン・ノーリーを4-6, 6-4, 6-4の逆転で下して、2018年6月以来、4年7ヶ月ぶりのツアー優勝を果たし、ツアー16勝目を挙げた。この勝利により、トップ50位圏内までランキングを回復させた。全豪オープンでは1回戦で同胞のウゴ・アンベールに3-6, 4-6, 3-6のストレートで初戦敗退。

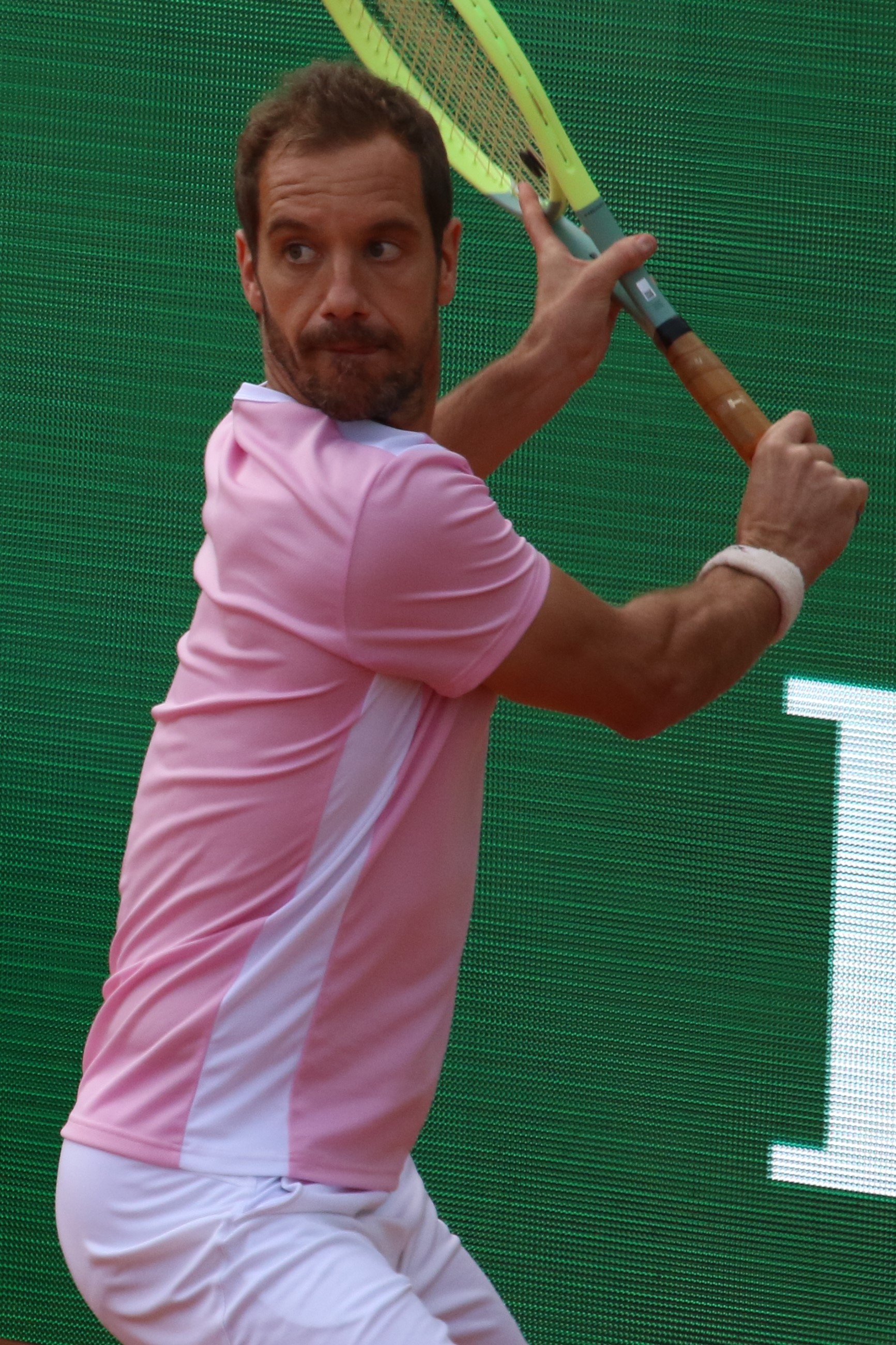
2023年モンテカルロ・マスターズでのリシャール・ガスケ

5月、全仏オープンでは1回戦で同胞のアーサー・リンダークネッシュに4-6, 6-2, 2-6, 6-7(4)で初戦敗退。ダブルスはリュカ・プイユと組み、初戦敗退。
6月、ボス・オープンでは2回戦で第1シードのステファノス・チチパスを7-6(8), 2-6, 7-5のフルセットで下し、ベスト8に進出。ツアー通算600勝目を挙げた。

### 2024年 ツアー1000試合出場達成
昨年優勝を飾ったASBクラシックでは同胞かつ10代のアルトゥール・フィスに敗れたことでトップ100位956週という2005年4月以来の最長記録が途絶えた。全豪オープンでは73回目のグランドスラム出場（ジョコビッチと同数）となったが、第2シードのカルロス・アルカラスに6-7(5), 1-6, 2-6のストレートで敗れた。
マナーマ・チャレンジャーでは決勝でミハイル・ククシュキンを7-6(5), 6-4のストレートで破り、チャレンジャー10勝目を挙げた。さらにマドリード・オープンではロレンツォ・ソネゴに6-2, 7-5のストレートで初戦敗退するも、ツアー1000試合出場記録を達成した。全仏オープンではワイルドカードを獲得し、グランドスラム74回目の出場となり、ボルナ・チョリッチを7-6(5), 7-6(2), 6-4のストレートで破り、初戦を突破するが、第2シードのヤニック・シナーに4-6, 2-6, 4-6のストレートで敗れ、2回戦敗退となった。
カシス・チャレンジャーでは決勝でユーリ・ロディオノフを3-6, 6-1, 6-2で破り、チャレンジャー11勝目を挙げた。

### 2025年 引退

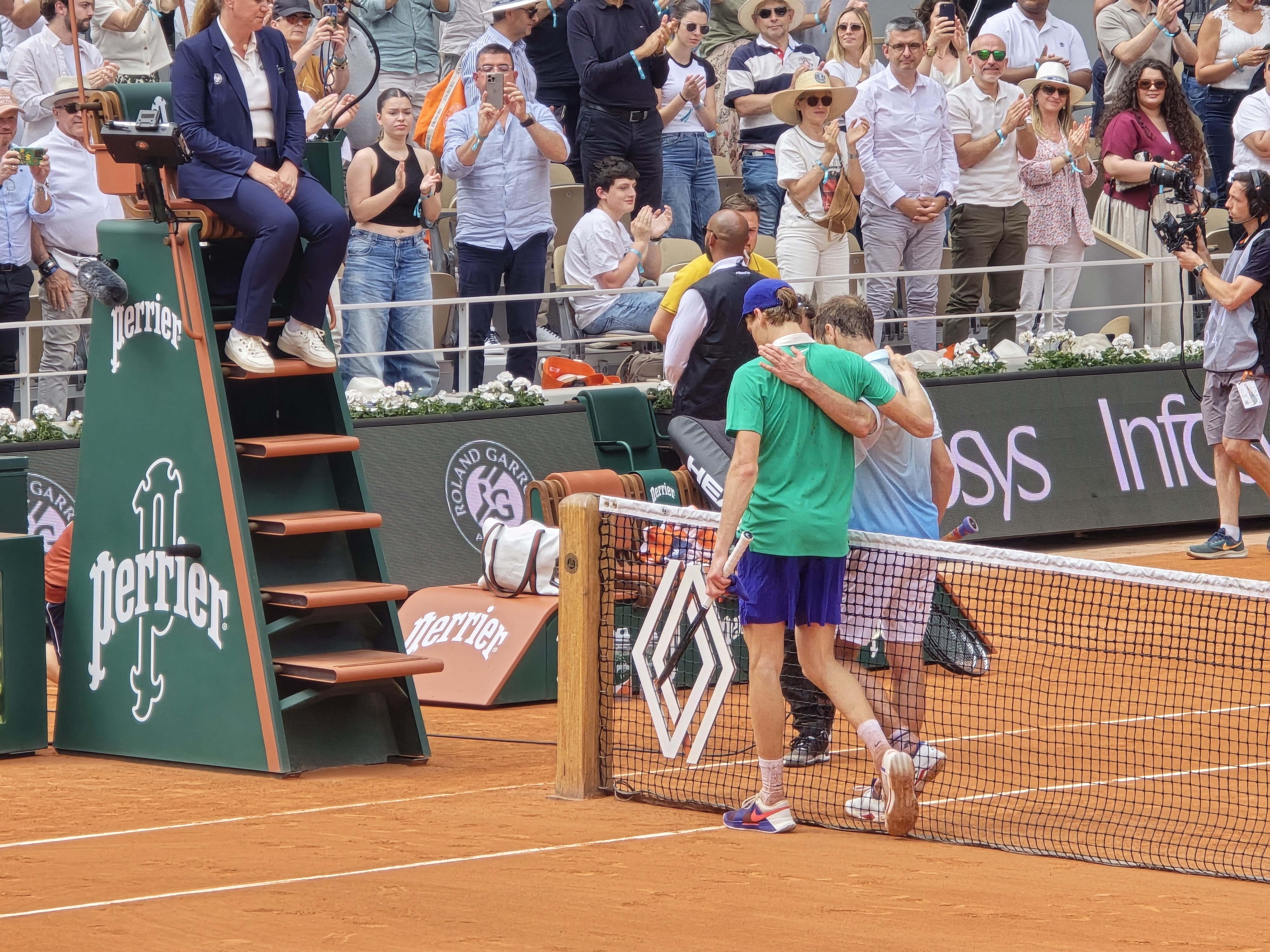
2025年全仏オープンでのヤニック・シナー(左)と引退となるリシャール・ガスケ(右)

全豪オープンでは予選1回戦でドゥジェ・アジドゥコビッチに6-7(4), 3-6のストレートで敗れ、予選敗退となった。ブカレスト・オープンではボーティック・ファン・デ・ザンスフルプを4-6, 7-5, 6-1の逆転で破り、初戦突破を果たした。2回戦ではフラビオ・コボッリに4-6, 6-4, 1-6で敗れたが、モンテカルロ・マスターズでもマッテオ・アルナルディを6-3, 4-6, 6-4で破り、初戦突破した。2回戦ではダニエル・アルトマイアーに5-7, 7-5, 2-6で敗退した。引退試合となった全仏オープンではワイルドカードにより、16年連続22度目の出場となった。1回戦でテレンス・アトマンを6-2, 2-3, 6-3, 6-0を破り、2年連続16度目の初戦突破を果たした。2回戦では世界ランキング1位かつ第1シードのヤニック・シナーとの顔合わせとなり、3-6, 0-6, 4-6のストレートで敗れ、2回戦敗退となったが、ガスケは22本のウィナーを決めるなど随所で好プレーを披露したが、シナーからブレークを奪うことはできず、リターンゲームでは5度のブレークを許して力尽き、現役生活の幕を閉じた。ガスケはジュニア時代から頭角を現し、9歳にしてフランスのテニスマガジンの表紙を飾るほどの実力者だった。12歳でATPツアー最年少勝利記録を樹立し、その後16度のツアー優勝を飾るなど23年以上にわたり活躍し続けた。今大会での現役引退を表明していたガスケは、コート上で行われたセレモニーで 「夢にも思わなかった。僕にとって最高の終わり方だ」と笑顔で語った。

## プレースタイル
ガスケの片手バックハンドは安定性とスピード、正確さから、ロビー・コイナ、ジョン・マッケンロー、ブラッド・ギルバートなどの過去の多くのプレーヤーやコメンテーターから高く評価されている。史上最も芸術的で効率的かつ効果的なバックハンドの1つと称賛されている片手バックハンドは、フォアハンドのようにテイクバックが大きいことが特徴で、回外運動や大きなフォロースルーもその要因になっているとされる。多くの片手バックハンドプレーヤーが苦しむトップスピンのかかった高い球をフラットで返すこともできる。ボレーやドロップショットなどの技術も高いものを備えている。
反対にフォアハンドが弱点とされており、セミウエスタンからイースタンでラケットを長く握り、手首をこねながら打つ動作がぎこちなさとパワーロスの原因になっているのではないかと言われている。また、相手のミスを待つような消極的なプレーを行うことや、ベースラインから大きく下がってプレーすることなどがビッグタイトル獲得や対トップ10勝利が難しい理由とも言及される。

## ATPツアー決勝進出結果

### シングルス：33回（16勝17敗）
| 大会グレード                    |
| グランドスラム (0–0)            |
| ATPファイナルズ (0–0)           |
| ATPツアー・マスターズ1000 (0–3) |
| ATPツアー500 (0–2)              |
| ATPツアー250 (16–12)            |

| サーフェス別タイトル |
| ハード (9–9)         |
| クレー (3–7)         |
| 芝 (3–1)             |
| カーペット (1–0)     |

| 結果   | No. | 決勝日         | 大会               | サーフェス        | 対戦相手                         | スコア                       |
| ------ | --- | -------------- | ------------------ | ----------------- | -------------------------------- | ---------------------------- |
| 準優勝 | 1.  | 2004年10月11日 | メス               | ハード (室内)     | ジェローム・エーネル             | 6-7(9-11), 4-6               |
| 準優勝 | 2.  | 2005年5月9日   | ハンブルク         | クレー            | ロジャー・フェデラー             | 3-6, 5-7, 6-7(4-7)           |
| 優勝   | 1.  | 2005年6月13日  | ノッティンガム     | 芝                | マックス・ミルヌイ               | 6-2, 6-3                     |
| 優勝   | 2.  | 2006年6月19日  | ノッティンガム     | 芝                | ヨナス・ビョルクマン             | 6-4, 6-3                     |
| 優勝   | 3.  | 2006年7月10日  | グシュタード       | クレー            | フェリシアーノ・ロペス           | 7-6(7-4), 6-7(3-7), 6-3, 6-3 |
| 準優勝 | 3.  | 2006年8月7日   | トロント           | ハード            | ロジャー・フェデラー             | 6-2, 3-6, 2-6                |
| 優勝   | 4.  | 2006年10月23日 | リヨン             | カーペット (室内) | マルク・ジケル                   | 6-3, 6-1                     |
| 準優勝 | 4.  | 2007年4月29日  | エストリル         | クレー            | ノバク・ジョコビッチ             | 6-7(7-9), 6-0, 1-6           |
| 優勝   | 5.  | 2007年9月30日  | ムンバイ           | ハード            | オリビエ・ロクス                 | 6-3, 6-4                     |
| 準優勝 | 5.  | 2007年10月7日  | 東京               | ハード            | ダビド・フェレール               | 1-6, 2-6                     |
| 準優勝 | 6.  | 2008年7月13日  | シュトゥットガルト | クレー            | フアン・マルティン・デル・ポトロ | 4-6, 5-7                     |
| 準優勝 | 7.  | 2010年1月16日  | シドニー           | ハード            | マルコス・バグダティス           | 4-6, 6-7(2-7)                |
| 優勝   | 6.  | 2010年5月22日  | ニース             | クレー            | フェルナンド・ベルダスコ         | 6-3, 5-7, 7-6(7-5)           |
| 準優勝 | 8.  | 2010年8月1日   | グシュタード       | クレー            | ニコラス・アルマグロ             | 5-7, 1-6                     |
| 準優勝 | 9.  | 2012年5月6日   | エストリル         | クレー            | フアン・マルティン・デル・ポトロ | 4-6, 2-6                     |
| 準優勝 | 10. | 2012年8月12日  | トロント           | ハード            | ノバク・ジョコビッチ             | 3-6, 2-6                     |
| 優勝   | 7.  | 2012年9月30日  | バンコク           | ハード (室内)     | ジル・シモン                     | 6-2, 6-1                     |
| 優勝   | 8.  | 2013年1月5日   | ドーハ             | ハード            | ニコライ・ダビデンコ             | 3-6, 7-6(7-4), 6-3           |
| 優勝   | 9.  | 2013年2月10日  | モンペリエ         | ハード (室内)     | ブノワ・ペール                   | 6-2, 6-3                     |
| 優勝   | 10. | 2013年10月20日 | モスクワ           | ハード (室内)     | ミハイル・ククシュキン           | 4-6, 6-4, 6-4                |
| 準優勝 | 11. | 2014年2月9日   | モンペリエ         | ハード (室内)     | ガエル・モンフィス               | 4-6, 4-6                     |
| 準優勝 | 12. | 2014年6月21日  | イーストボーン     | 芝                | フェリシアーノ・ロペス           | 3-6, 7-6(7-5), 5-7           |
| 優勝   | 11. | 2015年2月10日  | モンペリエ         | ハード (室内)     | イェジ・ヤノヴィッツ             | 4-0 途中棄権                 |
| 優勝   | 12. | 2015年5月3日   | エストリル         | クレー            | ニック・キリオス                 | 6-3, 6-2                     |
| 優勝   | 13. | 2016年2月7日   | モンペリエ         | ハード (室内)     | ポール＝アンリ・マチュー         | 7-5, 6-4                     |
| 準優勝 | 13. | 2016年9月25日  | 深圳               | ハード            | トマーシュ・ベルディハ           | 6-7(5-7), 7-6(7-2), 3-6      |
| 優勝   | 14. | 2016年10月23日 | アントワープ       | ハード (室内)     | ディエゴ・シュワルツマン         | 7-6(7-4), 6-1                |
| 準優勝 | 14. | 2017年2月12日  | モンペリエ         | ハード (室内)     | アレクサンダー・ズベレフ         | 6-7(4-7), 3-6                |
| 準優勝 | 15. | 2018年2月11日  | モンペリエ         | ハード (室内)     | リュカ・プイユ                   | 6-7(2-7), 4-6                |
| 優勝   | 15. | 2018年6月17日  | スヘルトーヘンボス | 芝                | ジェレミー・シャルディー         | 6-3, 7-6(7-5)                |
| 準優勝 | 16. | 2018年7月22日  | ボースタード       | クレー            | ファビオ・フォニーニ             | 3-6, 6-3, 1-6                |
| 準優勝 | 17. | 2021年7月25日  | ウマグ             | クレー            | カルロス・アルカラス             | 2-6, 2-6                     |
| 優勝   | 16. | 2023年1月14日  | オークランド       | ハード            | キャメロン・ノリー               | 4-6, 6-4, 6-4                |

### ダブルス：4回（2勝2敗）
| 結果   | No. | 決勝日        | 大会                 | サーフェス    | パートナー                       | 対戦相手                              | スコア           |
| ------ | --- | ------------- | -------------------- | ------------- | -------------------------------- | ------------------------------------- | ---------------- |
| 優勝   | 1.  | 2006年10月2日 | メス                 | ハード (室内) | ファブリス・サントロ             | ユリアン・ノール ユルゲン・メルツァー | 3-6, 6-1, [11-9] |
| 準優勝 | 1.  | 2007年4月22日 | モンテカルロ         | クレー        | ジュリアン・ベネトー             | ボブ・ブライアン マイク・ブライアン   | 2-6, 1-6         |
| 優勝   | 2.  | 2008年1月7日  | シドニー             | ハード        | ジョー＝ウィルフリード・ツォンガ | ボブ・ブライアン マイク・ブライアン   | 4-6, 6-4, [11-9] |
| 準優勝 | 2.  | 2009年11月1日 | サンクトペテルブルク | ハード (室内) | ジェレミー・シャルディー         | コリン・フレミング ケン・スクプスキ   | 6-2, 5-7, [4-10] |

### ホップマンカップ：2回（1勝1敗）
| 結果   | No. | 決勝日       | 大会                 | サーフェス | パートナー                   | 対戦相手                                | スコア |
| ------ | --- | ------------ | -------------------- | ---------- | ---------------------------- | --------------------------------------- | ------ |
| 準優勝 | 1.  | 2012年1月7日 | ホップマンカップ2012 | ハード     | マリオン・バルトリ           | ペトラ・クビトバ トマーシュ・ベルディハ | 0-2    |
| 優勝   | 1.  | 2017年1月7日 | ホップマンカップ2017 | ハード     | クリスティナ・ムラデノビッチ | ココ・バンダウェイ ジャック・ソック     | 2-1    |

## オリンピックメダル

### ダブルス：1（1銅メダル）
| 結果 | 年     | 大会         | サーフェス | パートナー           | 対戦相手                                  | スコア        |
| ---- | ------ | ------------ | ---------- | -------------------- | ----------------------------------------- | ------------- |
| 3位  | 2012年 | ロンドン五輪 | 芝         | ジュリアン・ベネトー | ダビド・フェレール フェリシアーノ・ロペス | 7-6(7-4), 6-2 |

## 成績

### 4大大会シングルス
略語の説明
| W | F | SF | QF | #R | RR | Q# | LQ | A | Z# | PO | G | S | B | NMS | P | NH |

W=優勝, F=準優勝, SF=ベスト4, QF=ベスト8, #R=#回戦敗退, RR=ラウンドロビン敗退, Q#=予選#回戦敗退, LQ=予選敗退, A=大会不参加, Z#=デビスカップ/BJKカップ地域ゾーン, PO=デビスカップ/BJKカッププレーオフ, G=オリンピック金メダル, S=オリンピック銀メダル, B=オリンピック銅メダル, NMS=マスターズシリーズから降格, P=開催延期, NH=開催なし.
| 大会           | 2002 | 2003 | 2004 | 2005 | 2006 | 2007 | 2008 | 2009 | 2010 | 2011 | 2012 | 2013 | 2014 | 2015 | 2016 | 2017 | 2018 | 2019 | 2020 | 2021 | 2022 | 2023 | 2024 | 2025 | 通算成績 |
| -------------- | ---- | ---- | ---- | ---- | ---- | ---- | ---- | ---- | ---- | ---- | ---- | ---- | ---- | ---- | ---- | ---- | ---- | ---- | ---- | ---- | ---- | ---- | ---- | ---- | -------- |
| 全豪オープン   | A    | 1R   | 1R   | A    | 1R   | 4R   | 4R   | 3R   | 1R   | 3R   | 4R   | 4R   | 3R   | 3R   | A    | 3R   | 3R   | A    | A    | A    | 2R   | 1R   | 1R   | LQ   | 25–17    |
| 全仏オープン   | 1R   | 1R   | 1R   | 3R   | 2R   | 2R   | A    | A    | 1R   | 4R   | 4R   | 4R   | 3R   | 4R   | QF   | 3R   | 3R   | 2R   | 1R   | 2R   | 2R   | 1R   | 2R   | 2R   | 31–22    |
| ウィンブルドン | A    | A    | 1R   | 4R   | 1R   | SF   | 4R   | A    | A    | 4R   | 4R   | 3R   | 2R   | SF   | 4R   | 1R   | 1R   | 1R   | NH   | 2R   | 3R   | 1R   | LQ   | A    | 31–17    |
| 全米オープン   | LQ   | A    | LQ   | 4R   | 4R   | 2R   | 1R   | 1R   | 4R   | 2R   | 4R   | SF   | 3R   | QF   | 1R   | 1R   | 3R   | 1R   | 2R   | 1R   | 3R   | 1R   | LQ   | A    | 30–18    |

※: 2007年全米の不戦敗は通算成績に含まない

### 大会最高成績
| 大会                 | 成績 | 年         |
| -------------------- | ---- | ---------- |
| ATPファイナルズ      | RR   | 2007, 2013 |
| インディアンウェルズ | QF   | 2011       |
| マイアミ             | SF   | 2013       |
| モンテカルロ         | SF   | 2005       |
| マドリード           | F    | 2005       |
| ローマ               | SF   | 2011       |
| カナダ               | F    | 2006, 2012 |
| シンシナティ         | SF   | 2019       |
| 上海                 | QF   | 2017       |
| パリ                 | SF   | 2007       |
| ハンブルク           | F    | 2005       |
| オリンピック         | 2R   | 2012       |
| デビスカップ         | W    | 2017       |

### 世界ランキング
| 大会               | 2002 | 2003 | 2004 | 2005 | 2006 | 2007 | 2008 | 2009 | 2010 | 2011 | 2012 | 2013 | 2014 | 2015 | 2016 | 2017 | 2018 | 2019 | 2020 | 2021 | 2022 | 2023 | 2024 |
| ------------------ | ---- | ---- | ---- | ---- | ---- | ---- | ---- | ---- | ---- | ---- | ---- | ---- | ---- | ---- | ---- | ---- | ---- | ---- | ---- | ---- | ---- | ---- | ---- |
| 年間最終ランキング | 166  | 93   | 109  | 16   | 18   | 8    | 24   | 52   | 29   | 19   | 10   | 9    | 26   | 9    | 18   | 31   | 26   | 61   | 47   | 86   | 68   | 76   | 129  |